# Nell of the Circus
Nell of the Circus è un film muto del 1914 diretto da Cecil Spooner. La regista era un'attrice teatrale di New York, che aveva debuttato nel cinema nel 1909. Questo è il primo e unico film di cui firma la regia e di cui è anche sceneggiatrice, oltre che interprete.

## Produzione
Il film fu prodotto dalla Sawyer, una piccola compagnia di distribuzione che produsse solo quattro film tra il 1914 e il 1915.

## Distribuzione
Il film uscì nelle sale statunitensi nel novembre del 1914.